# (301616) 2010 DT52
(301616) 2010 DT52 es un asteroide perteneciente al cinturón de asteroides, descubierto el 22 de febrero de 2010 por Wide-field Infrared Survey Explorer desde el telescopio espacial Wide-Field Infrared Survey Explorer (WISE), Estados Unidos.

## Designación y nombre
Designado provisionalmente como 2010 DT52.  

## Características orbitales
2010 DT52 está situado a una distancia media del Sol de 2,924 ua, pudiendo alejarse hasta 3,361 ua y acercarse hasta 2,487 ua. Su excentricidad es 0,150 y la inclinación orbital 17,425 grados. Emplea 1826,44 días en completar una órbita alrededor del Sol.
Los próximos acercamientos a la órbita de Júpiter ocurrirán el 26 de abril de 2047, el 5 de diciembre de 2081 y el 18 de agosto de 2142.

## Características físicas
La magnitud absoluta de 2010 DT52 es 16,47. Tiene 2,849 km de diámetro y su albedo se estima en 0,060.